# Ardisia curvula
Ardisia curvula är en viveväxtart som beskrevs av Cheng Yih Wu och C. Chen. Ardisia curvula ingår i släktet Ardisia och familjen viveväxter. Inga underarter finns listade i Catalogue of Life.